# Jajce

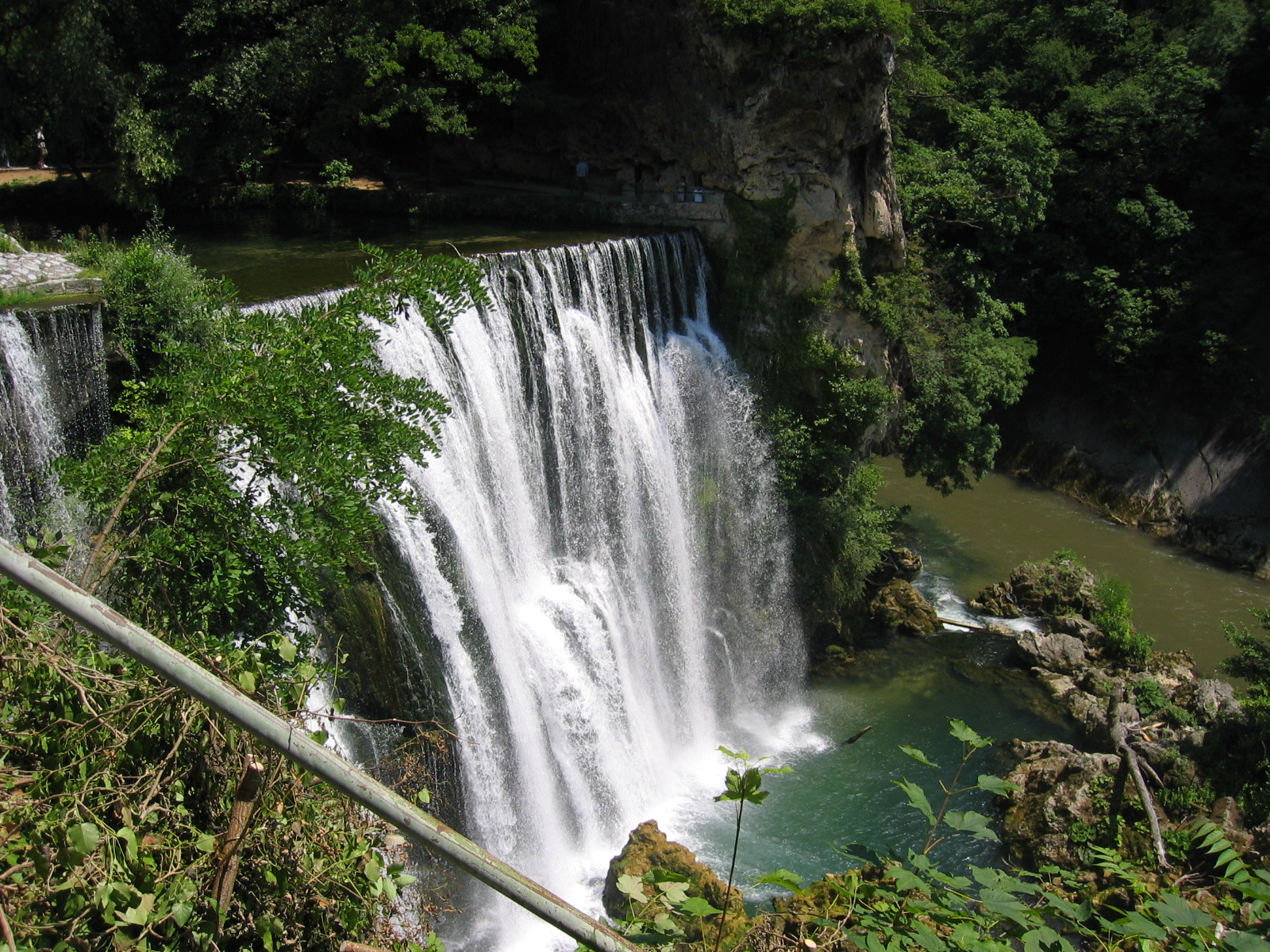
Vattenfallet i Jajce.

Jajce (kyrilliska : Јајце, turkiska: Yayçe) är en stad och kommun i centrala Bosnien-Hercegovina, i den historiska regionen Bosanska Krajina. Staden är en del av Kantonen Centrala Bosnien (Bosniska: Средњoбосански кантон/Srednjobosanski kanton) i entiteten Federationen Bosnien och Hercegovina.
Staden är belägen mitt emellan Banja Luka och Bugojno, närmaste större stad är Mrkonjić Grad. Staden är känd för sin siluett där det medeltida fortet Stari Grad belägen på en bergstopp ovanför vattenfallet (kroatiska/serbiska/bosniska: Vodopad/Водопад) som bildas där floderna Pliva och Vrbas möts.

## Historia
Man har i Jajce funnit ett  mithraiskt tempel som ska ha byggts på 400-talet e.Kr, alltså knappt 1000 år innan staden grundades. Detta tyder på att området under en lång tid varit bebott av olika dåtida stammar. 
Staden grundades av bosniske adelsmannen Hrvoje Vukčić Hrvatinić, ban över Kroatien, storhertig av Bosnien och hertig över Split och namnet Jajce nämns för första gången i dokument från år 1396.  I närheten av Jajce finns ett fort kallat  Komotin, vilket tros ha varit det ursprungliga Jajce som sedan flyttades efter digerdöden. Ett annat fort centralt i Jajce, är "Stari Grad" (svenska: Gamla Staden) som uppfördes under 1400-talet av ban Vukčić Hrvatinić och gav staden dess unika arkitektur med katakomber och dess 2 stadsportar, Travnik-porten (bosniska: Travnička Kapija) i den västra delen av staden och Banja Luka-porten (kroatiska: Banjalučka Kapija) i den norra. Fortet kom att spela en stor roll i försvaret mot den osmanska aggressionen.
Staden kom att under 1400-talet tjäna som huvudstad i dåtidens bosniska konungarike. 1463 under den osmanska ockupationen av Bosnien och införlivandet av området som paschalikat i det Osmanska riket så föll Jajce under osmansk kontroll, varvid Bosniens siste konung Stjepan Tomašević Kotromanić i maj månad, i närheten av Jajce kom att avrättas av Mehmed II. Ett år senare befriades staden av ungerske konungen Matthias Corvinus.  Staden kom 1501 återigen att belägras av osmanska styrkor under Skender-paša Mihajlović (turkiska: Mihaloğlu İskender Paşa), sanjak-beg över Bosnien. Skender-pašas belägring misslyckades då hans trupper besegrades av Ivaniš Korvin med stöd av de kroatiska adelshusen  Zrinski, Frankopan,  Karlović och Cubor. Alla osmanska försök att ta över kontrollen av Jajce misslyckades fram tills 1527 då Jajce i samband med  slaget vid Mohács (kroatiska: Bitka na Mohačkom polju, ungerska: Mohácsi Csata, turkiska: Mohaç Savaşı) blev den sista fria bosniska staden att falla under osmansk kontroll. Detta då osmanska styrkor efter vinsten i Mohács lyckades annektera det ungerska  banatet (bosniska: banovina) centrerat kring Jajce tillsammans med den norr om Jajce belägna kroatiska regionen Slavonien. 
Under de följande århundradena kom Jajce att uteslutande vara under osmanskt styre. Under denna period byttes den medeltida marknadsplatsen ut mot en turkisk bazaar och området mellan stadsportarna(Travnicka och Banjalucka kapija) fylldes med små handelsbodar. Bazaaren kom att med tiden expanderas utanför stadsportarna och staden med den. Det osmanska styret av staden fick ett abrupt slut 7 augusti 1878 då Österrike-Ungern tog över kontrollen av Bosnien och Hercegovina.
Den industriella utvecklingen i staden tog under det nya styret fart på riktigt och ett industriområde uppfördes vid Plivas västra strand. Bland annat så byggdes regionens på den tiden största hydro-elektriska kraftverk. Staden utvecklades snabbt under denna period då vägar och järnvägar byggdes som via Banja Luka kopplade samman staden med övriga riket. 
Den 29 november 1943 samlades "Det antifascistiska rådet för nationell frigörelse av Jugoslavien" i Jajce och bildade det nya Jugoslavien. Vid det mötet utnämndes den blivande presidenten Josip Broz Tito till Marskalk av Jugoslavien. Rådet var den kommunistiska partisanrörelsens politiska organ och den 29 november blev efter andra världskriget Jugoslaviens nationaldag. Även Jugoslaviens nyhetsbyrå Tanjug grundades i Jajce. Staden är även listad på en sevärdhetslista som den 11:e mest intressanta och vackra staden i världen. Innan inbördeskriget 1992 hade staden ungefär 300 000 turister per år.

## Turism

### Sevärdheter
- Stari Grad, det medeltida fortet i stadens centrum.
- Vodopad, vattenfallet där floderna Pliva och Vrbas möts.
- Mitrhaiska templet, ett tempel ifrån 400-talet e.Kr ägnat för dyrkan av Mithras [1]
- Heliga Marias kyrka (kroatiska/serbiska: Crkva svete Marije/ Црква свете Марије), stadens äldsta kyrka som under osmanerna byggdes om till en moské vid namn "Sultan Sulejmans moské"(kroatiska/serbiska: Sultan-Sulejmanova džamija/ Султан-Сулејманова џамија).
- Komotin slott, en slottsruin utanför Jajce som tros ha varit den ursprungliga staden Jajce.

## Jajces bostadsområden och byar
- Bare
- Barevo
- Bavar
- Biokovina
- Bistrica
- Borci
- Božikovac
- Bravnice
- Brvanci
- Bučići
- Bulići
- Carevo Polje
- Cvitović
- Čerkazovići
- Ćusine
- Divičani
- Dogani
- Donji Bešpelj
- Doribaba
- Drenov Do
- Dubrave
- Đumezlije
- Gornji Bešpelj
- Grabanta
- Grdovo
- Ipota
- Jajce
- Jezero
- Kamenice
- Karići
- Kasumi
- Klimenta
- Kokići
- Kovačevac
- Krezluk
- Kruščica
- Kuprešani
- Lendići
- Lučina
- Lupnica
- Ljoljići
- Magarovci
- Mile
- Peratovci
- Perućica
- Podlipci
- Podmilačje
- Prisoje
- Prudi
- Pšenik
- Rika
- Selište
- Seoci
- Smionica
- Stare Kuće
- Šerići
- Šibenica
- Vinac
- Vrbica
- Vukićevci
- Zastinje
- Zdaljevac
- Žaovine

## Personer med anknytning till Jajce
- Al Dino, bosniakisk sångare
- Darijan Bojanic, svensk-bosnisk fotbollsspelare med föräldrar ifrån Jajce.
- Sedin Keljalic, svensk-bosniakisk författare.
- Zlatan Azinovic, svensk-bosniakisk fotbollsspelare. [9]

## Vänorter
- Hallsberg [10]